# Tyrkys
Tyrkys je matný modro-zelený minerál, chemicky tetrahydrát tetrakis(fosforečnanu) oktakis(hydroxidu) hexahlinito-měďnatého, či CuAl6(PO4)4(OH)8.4H2O. Byl znám pod mnoha jmény, ale uchytilo se až jméno tyrkys, které pochází z francouzského turques, což bylo označení pro Turky, protože se tento kámen prvotně přivážel z Turecka do Evropy z historických perských nalezišť. Plinius starší tento minerál označoval jako Callait a Aztékové jej znali pod názvem Chalchihuitl.

## Vznik
Jedná se o sekundární minerál vznikající v přípovrchových částech hornin bohatých na vodu a se zvýšeným obsahem mědi a fosforu a to v sedimentech, především v pískovcích. Magmatického původu bývá ve vulkanitech bohatých na dutiny, které rád vyplňuje.

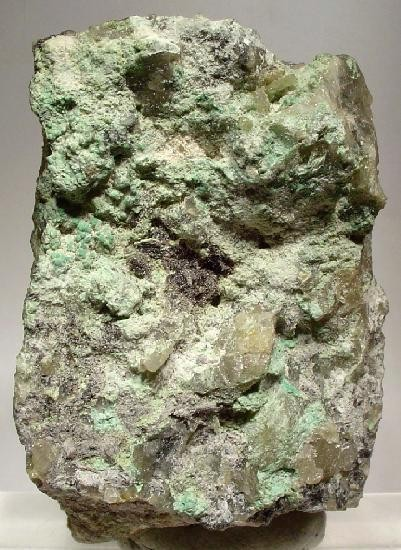
Vzorek vzácné odrůdy Rashleighitu z lokality Bunny Mine v Anglii

## Vlastnosti
- Fyzikální vlastnosti: Tvrdost 5–6, matný, hustota 2,6–2,9 g/cm³, štěpnost dokonalá podle {001} a dobrá dle {010}, lom lasturnatý až nerovný.
- Optické vlastnosti: Barva: tyrkysově modrá až modrozelená. Lesk voskový, průhlednost: může být i průhledný nebo průsvitný, vryp bílý, s nádechem do modra.
- Chemické vlastnosti: Složení: Al 19,90 %, Cu 7,81 %, P 15,23 %, H 1,98 %, O 55,07 %, je rozpustný v HCl. Zahřívá-li se tyrkys v uzavřené nádobě, ztrácí vodu a barví se dočerna. Před dmuchavkou se netaví a nebarví plynový plamen zeleně - díky této reakci je možné snadno odlišit napodobeniny.

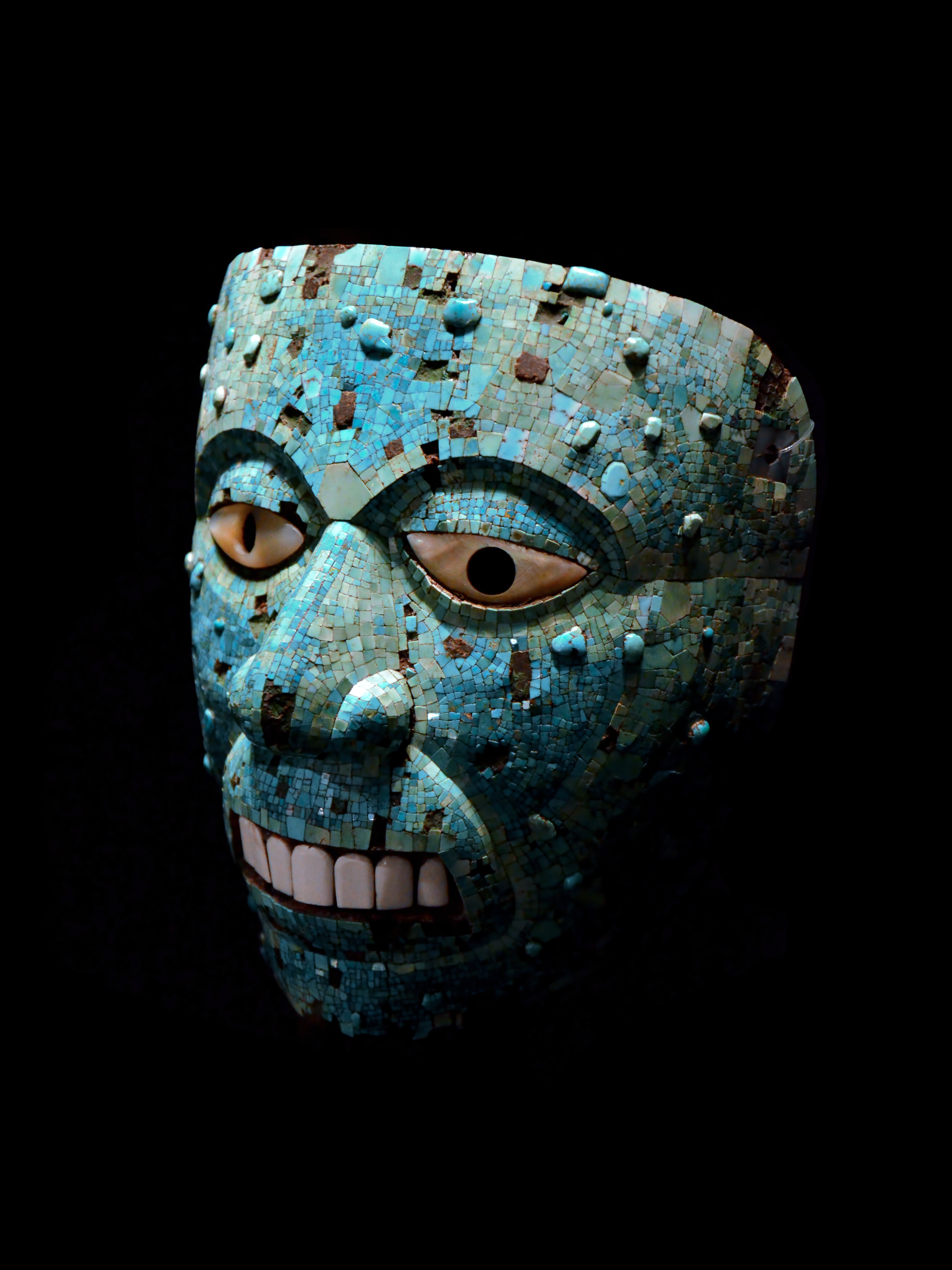
tyrkysová mosaiková maska Xiuhtecuhtliho, aztéckého boha ohně

## Odrůdy

### Agaphit
Agaphit je odrůda tyrkysu s výrazným skelným leskem namísto klasického voskového. Jediné naleziště se nachází v Íránu.

### Rashleighit
Rashleighit je železem bohatá odrůda tyrkysu. Jedná se o mezičlen mezi tyrkysem a chalkosideritem. Byl popsán z lokality jeho nálezu a to Bunny Mine, Cornwall v Anglii

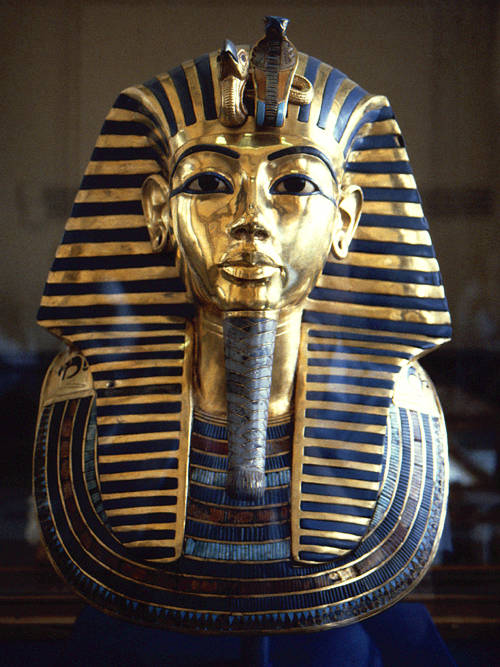
Ikonická zlatá pohřební maska Tutanchamona, vykládaná tyrkysem, lapisem lazuli, karneolem a barevným sklem

## Parageneze
Vyskytuje se společně s Alofánem, Chalcedonem, Kaolinitem, Limonitem, Montmorillonitem, Pyritem a Wavellitem.

## Výskyt
- U města Vielsalm, v masívu Stavelot v belgických Ardénách - naleziště až 5mm velikých ledvinitých agregátů
- Apache Canyon Mines v Tyrkysových Horách ve státě Kalifornie, USA - vzácné bledě modrozelené veliké kusové krystaly, pseudomorfní po krystalech berylu
- V oblasti Nishapur, na 2012 metrů vysokém vyrcholku Ali-mersai, vzdálený deset kilometrů od hlavního města Mashhad provincie Khorasan v Íránu - toto prastaré naleziště vydává vzorky nebesky modré barvy, které po následné dehydrataci zahřátím mění barvu na nádhernou sytě modrozelenou
- Důl Kipushi, Kongo

## Využití
Jedná se o velmi vzácný a cenný nerost, jenž byl používán jako klenot a dekorační kámen po tisíce let. Své oblíbenosti vděčí své neobyčejné barvě, která je způsobená příměsí mědi. Aztékové vkládali tyrkys spolu se zlatem, křemenem, malachitem, jadeitem, korály a lasturami, do pravděpodobně ceremoniálních mozaikových objektů, jako jsou masky (některé s lidskou lebkou jako základna), nožů a štítů. Přírodní pryskyřice, asfalt a vosk byly použity pro spojení tyrkysu na základní materiál, což bylo obvykle dřevo, ale také používali kosti nebo mušle. V Persii byl tyrkys národním kamenem po tisíciletí. Používal se převážně na dekoraci objektů (např.: do uzdy od turbanů), mešit a dalších významných staveb uvnitř i venku. Perský styl a použití tyrkysu byl později zanesen do Indie. Jeho vliv lze vidět na zlatých špercích (společně s rubíny a diamanty) a v budovách jako je například Tádž Mahal. Perský tyrkys měl často rytiny se zbožnými slovy v arabštině, které byly poté vykládané zlatem. Egyptské použití tyrkysu sahá hluboko do minulosti prvních civilizací, ne-li dříve. Pravděpodobně nejvíce známé kusy tyrkysu jsou ty, které byly objeveny z Tutanchamonova hrobu. Dále zdobí prsteny a náhrdelníky, vše společně se zlatem. Klenot byl zpracováván do kuliček, které se používaly jako výplň. Často ho vyřezávali do motivu skaraba, doprovázený karneolem, lapisem lazuli a barevným sklem. Tyrkys byl spojený s bohyní Hathor. Byl natolik oblíbený u starých Egypťanů, že se stal prvním drahokamem, který napodobovali glazovanou keramikou.